# 介 (姓)
介（かい）は、漢姓の一つ。

## 中国の姓
2020年の中華人民共和国の統計では人数順の上位100姓に入っておらず、台湾の2018年の統計では861番目に多い姓で、23人がいる。

### 著名な人物
- 介子推 - 春秋時代の晋の文公の臣下。

## 朝鮮の姓
介（かい、ケ、朝: 개）は、朝鮮人の姓の一つである。

### 驪州介氏
本貫は驪州介氏のみである。
1930年度国勢調査の時初めて現われた姓で、当時咸北鍾城郡行営面行営里に永順・官伍・永俊の3世帯が住んでいた。永順によれば本来京畿驪州で住んでおり、9対前に咸鏡道に移住したという。

### 人口と割合
| 年度   | 人口 | 世帯数 | 順位         | 割合 |
| ------ | ---- | ------ | ------------ | ---- |
| 1930年 |      | 3世帯  |              |      |
| 1960年 | 7人  |        | 258姓中245位 |      |
| 1985年 |      |        | 274姓中215位 |      |
| 2000年 | 86人 |        |              |      |